# Upogebia paraffinis
Upogebia paraffinis är en kräftdjursart som beskrevs av Williams 1993. Upogebia paraffinis ingår i släktet Upogebia och familjen Upogebiidae. Inga underarter finns listade i Catalogue of Life.